# Пугарево
Пу́гарево (фин. Pieni Pukero, Suuri Pukero) — микрорайон Всеволожска, находится в северной части города.

## Геологические особенности
Расположено в северной части Румболовско-Кяселевской островной, холмисто-камовой возвышенности, сложенной песками, валунными супесями и суглинками.
Высота центра микрорайона — 48 м.
| Ближайшие микрорайоны | Ближайшие микрорайоны | Ближайшие микрорайоны   |
| --------------------- | --------------------- | ----------------------- |
| Северо-запад:         | Север:                | Северо-восток: Кяселево |
| Запад:                |                       | Восток: Кяселево        |
| Юго-запад:            | Юг: Кяселево          | Юго-восток: Кяселево    |

## История
В XVIII веке деревни «Пугарево и Коккорево (Большое Пугарево)» входили в состав мызы (имения) Рябово вместе с другими деревнями: Бабино, Углово, Корнево, Кяселево, Рябове, и деревней Мельница на Мельничном ручье.
Согласно ревизским сказкам в 1720-е годы в Пугареве числилось 10 человек мужского пола, а в 1740-е годы — 16 человек.
Деревня Pukero упоминается в наиболее старых из сохранившихся церковных регистрационных книгах Колтушского лютеранского прихода, начиная с 1745 года.
В 1770 году на карте Санкт-Петербургской губернии Я. Ф. Шмидта упоминается деревня Пугарово, она же на карте Санкт-Петербургской губернии 1792 года А. М. Вильбрехта деревня Пугорова.
На «карте окружности Санкт-Петербурга» 1810 года упоминаются смежные деревни Пугарева и Кукарева (Малое Пугарево).
Согласно «карте окружности Санкт-Петербурга» 1817 года деревня Пугарева насчитывала 20 крестьянских дворов, а смежная с ней деревня Кукарева — 6.
В 1818 году, вместе с мызой Рябово, Пугарево купил представитель старинного дворянского рода Всеволожских — Всеволод Андреевич Всеволожский.

ПУГАРЕВА — деревня принадлежит наследникам покойного действительного камергера Всеволода Всеволожского, жителей 67 м. п., 76 ж. п. (1838 год)

В 1844 году деревня Большое Пугарево насчитывала 20 дворов.
На этнографической карте Санкт-Петербургской губернии П. И. Кёппена 1849 года она обозначена как деревня «Pukero», расположенная в ареале расселения савакотов. В пояснительном тексте к этнографической карте деревня названа Pukero (Пугарева) и указано количество её жителей на 1848 год: савакотов — 63 м. п., 77 ж. п., финляндских карелов — 9 м. п., 10 ж. п., всего 159 человек.

ПУГАРЕВА — деревня господина Всеволожского по просёлкам, 27 дворов, 61 душа м. п. (1856 год)

Число жителей деревни по X-ой ревизии 1857 года: 46 м. п., 76 ж. п..
На Плане генерального межевания Шлиссельбургского уезда упоминается как деревня Пугрова.
Согласно «Топографической карте частей Санкт-Петербургской и Выборгской губерний» 1860 года деревня Большая Пугарева насчитывала 24 двора, а Малая Пугарева — 3.
В 1862 году деревню, как и всю Рябовскую волость, поразила эпизоотия — массовый падёж скота, к которому добавился неурожай из-за выпавшего 9 сентября снега.

ПУГОРЕВО БОЛЬШОЕ — деревня владельческая близ оз. Большого, 18 дворов, жителей 34 м. п., 52 ж. п.;

ПУГОРЕВО МАЛОЕ — деревня владельческая близ оз. Большого, 7 дворов, жителей 12 м. п., 24 ж. п. (1862 год)

Согласно подворной переписи 1882 года в деревне Большое Пугарево проживали 20 семей, число жителей: 44 м. п., 44 ж. п.; лютеране: 43 м. п., 42 ж. п.; разряд крестьян — собственники; в деревне Малое Пугарево — 5 семей, число жителей: 7 м. п., 11 ж. п.; лютеране: 6 м. п., 11 ж. п.; разряд крестьян — собственники, а также пришлого населения 5 семей, в них: 8 м. п., 9 ж. п., все лютеране.

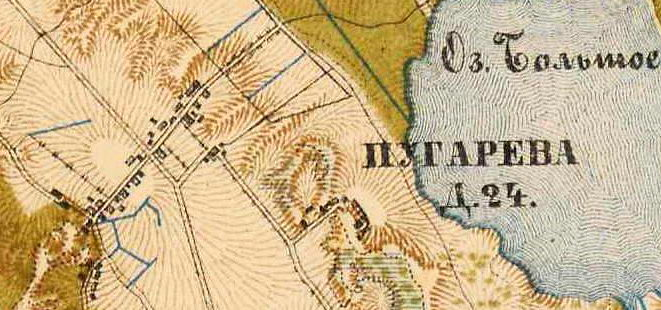
План деревни Пугарево. 1885 год

В 1885 году, согласно карте окрестностей Петербурга, деревня Пугарева насчитывала 24 двора.

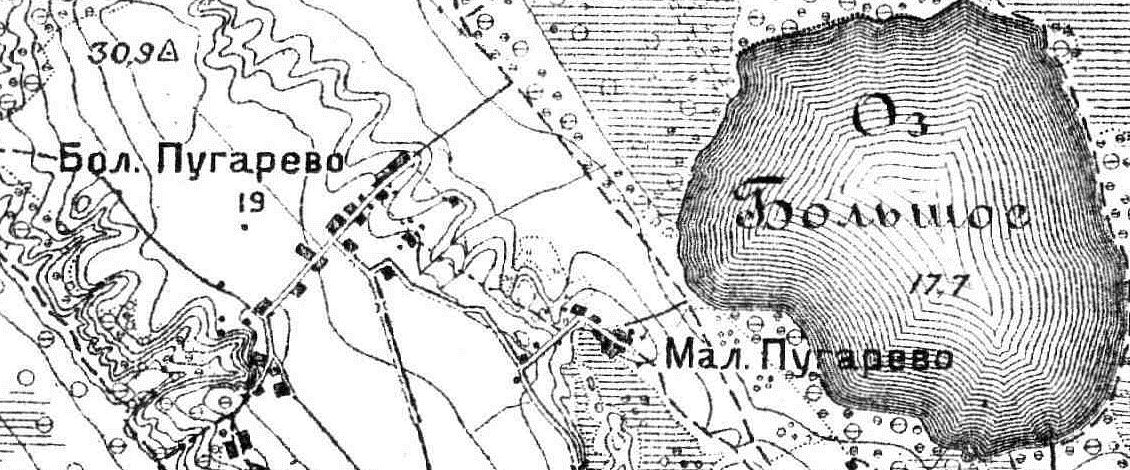
План деревни Пугарево. 1895 год

В 1895 году, согласно карте Шлиссельбургского уезда, деревня Большое Пугарево насчитывала 19 дворов.

БОЛЬШОЕ ПУГОРЕВО — деревня на земле Румболовского сельского общества, сообщается с ближайшей деревней и далее просёлочной дорогой, идущей к земскому тракту, земля сельского общества граничит с имением Рябово, при деревне Б. Пугорево нет рек, озер и т. п., 20 дворов, 34 м. п., 32 ж. п., всего 66 чел.

МАЛОЕ ПУГОРЕВО — деревня на земле Румболовского сельского общества при проселочной дороге из деревни Кясселево в деревню Большое Пугорево вблизи о. Большого, 6 дворов, 13 м. п., 9 ж. п., всего 22 чел. 

ПОСЁЛОК АРЕНДАТОРОВ — при деревне Пугорево, при просёлочной дороге 3 двора, 10 м. п., 13 ж. п., всего 23 чел. (1896 год)

В конце XIX — начале XX века деревня административно относилась к Рябовской волости 2-го стана Шлиссельбургского уезда Санкт-Петербургской губернии.

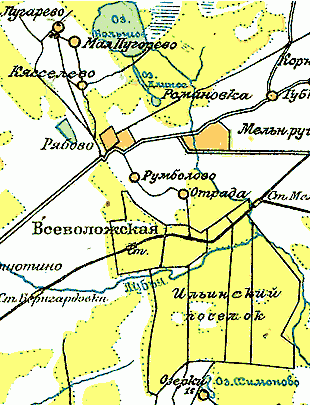
Деревни Большое и Малое Пугарево на карте окрестностей Ленинграда. 1928 год

В 1909 году в деревне Большое Пугарево было 33 двора.
С 1 марта 1917 года — в Румболовском сельсовете Рябовской волости. Деревня относилась к лютеранскому приходу Ряяпювя. Население деревни было исключительно финским.
По данным Рябовского продовольственного комитета на начало 1918 года в Большом Пугареве проживало 116, а в Малом — 41, всего 157 человек.
По сведениям Рябовского волостного совета в феврале 1921 года в деревне насчитывалось 140 жителей, в апреле — 120, в декабре — 133. Деревня состояла из 27 дворов.
С 1 февраля 1924 года — в Румболовском сельсовете Ленинской волости. В 1924 году в Пугареве жила 31 семья (57 коров и 17 лошадей).
В конце 1924 года в деревне числилось 60 мужского и 72 женского пола, всего 132 прихожанина Рябовской лютеранской церкви.
Согласно переписи населения СССР 1926 года:

ПУГАРЕВО БОЛЬШОЕ — деревня Румбаловского сельсовета Ленинской волости Ленинградского уезда, 23 хозяйства, 100 душ.

Из них: ингерманландцев — 19 хозяйств, 82 души; суоми — 4 хозяйства, 18 душ.

ПУГАРЕВО МАЛОЕ — деревня Румбаловского сельсовета, 10 хозяйств, 47 душ.

Из них: ингерманландцев — 9 хозяйств, 44 души; суоми — 1 хозяйство, 3 души. (1926 год)

В том же году деревни Большое (Нижнее) и Малое (Верхнее) Пугарево вошли в состав Румболовского финского национального сельсовета.
В 1930-е годы в деревне действовал колхоз «Пугарево».
С 1 августа 1931 года — в Романовском финском национальном сельсовете.

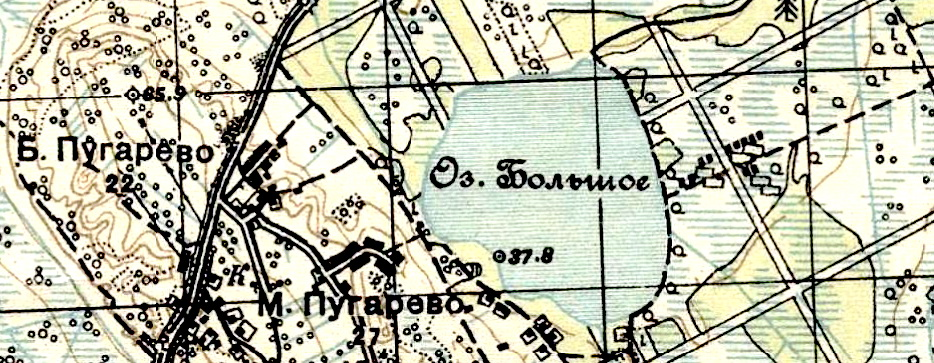
Деревни Большое и Малое Пугарево на карте 1931 года

Согласно топографической карте РККА 1931 года деревня Большое Пугарево насчитывала 22 двора, Малое Пугарево — 27.
По административным данным 1933 года деревни Пугарево и Малое Пугарево также относились к Романовскому финскому национальному сельсовету Ленинградского Пригородного района.
В 1938 году, согласно справке секретаря Ленинградского обкома ВКП(б) А. А. Кузнецова, население деревень  Большое и Малое Пугарево составляло 205 человек, из них русских — 35 человек, финнов — 170 человек.
Согласно областным административным данным 1 января 1939 года деревня была ликвидирована, а её территория отошла военному ведомству, население деревни на момент ликвидации составляло 390 человек. Согласно же переписи населения 1939 года, по состоянию на 17 января 1939 года:

ПУГАРЕВО — деревня Романовского сельсовета Всеволожского района, 389 чел. (1939 год)

Романовский финский национальный сельсовет был ликвидирован весной 1939 года. До 1939 года — место компактного проживания ингерманландских финнов.
Во время войны в Пугареве были организованы курсы по подготовке командиров батарей артиллерии, зимой озеро использовалось как ледовый аэродром.
В 1943 году в Пугареве действовал пионерский лагерь для детей блокадного Ленинграда.
После депортации финского населения деревня Большое Пугарево отошла Ржевскому полигону, а на её территории была развёрнута корабельная артиллерийская батарея, действующая до сих пор.
Оставшееся Малое стало называться просто Пугарево и было заселено работниками полигона.
По административным данным 1966 и 1973 годов деревня Пугарево находилась в составе Щегловского сельсовета.
С 23 октября 1989 года деревня Пугарево находилась в составе Романовского сельсовета.
16 июня 1994 года, в соответствии с постановлением правительства Ленинградской области № 150, деревня Пугарево вошла в состав города Всеволожска.

## Инфраструктура
Население Пугарева составляли работники артиллерийского полигона, жилой фонд состоял из одного двухэтажного кирпичного трёхподъездного дома, нескольких кирпичных производственных помещений и расположенного рядом огромного стихийного садоводства без электричества и водопровода. Работала котельная, ходил служебный автобус до Ржевки.
В советские годы в карьере «Пугарево» был расположен асфальтовый завод, затем частное деревообрабатывающее предприятие. До 2010-х годов имелись подъездные железнодорожные пути.
Решением сессии Всеволожского городского Совета народных депутатов от 8 апреля 1993 года были утверждены список и схема размещения ценных природных объектов, подлежащих охране на территории района. В списке природных объектов, требующих особой охраны, находится в том числе геологический памятник — разрез позднеледниковых отложений в карьере «Пугарево» площадью 25 га. Охране подлежат стенки в северо-восточной отработанной части карьера. Памятник уничтожен.
В начале 2000-х годов жилой дом был расселён и бывшую деревню Пугарево постепенно поглотил расположенный к западу от неё песчаный карьер «Пугарево», в котором долгое время велась добыча песка намывным способом для строительства КАД.
Несмотря на то, что Пугарево официально считается микрорайоном, его территория согласно Публичной кадастровой карте и генплану Всеволожска полностью находится в пригородной зоне за чертой города.

## Фото

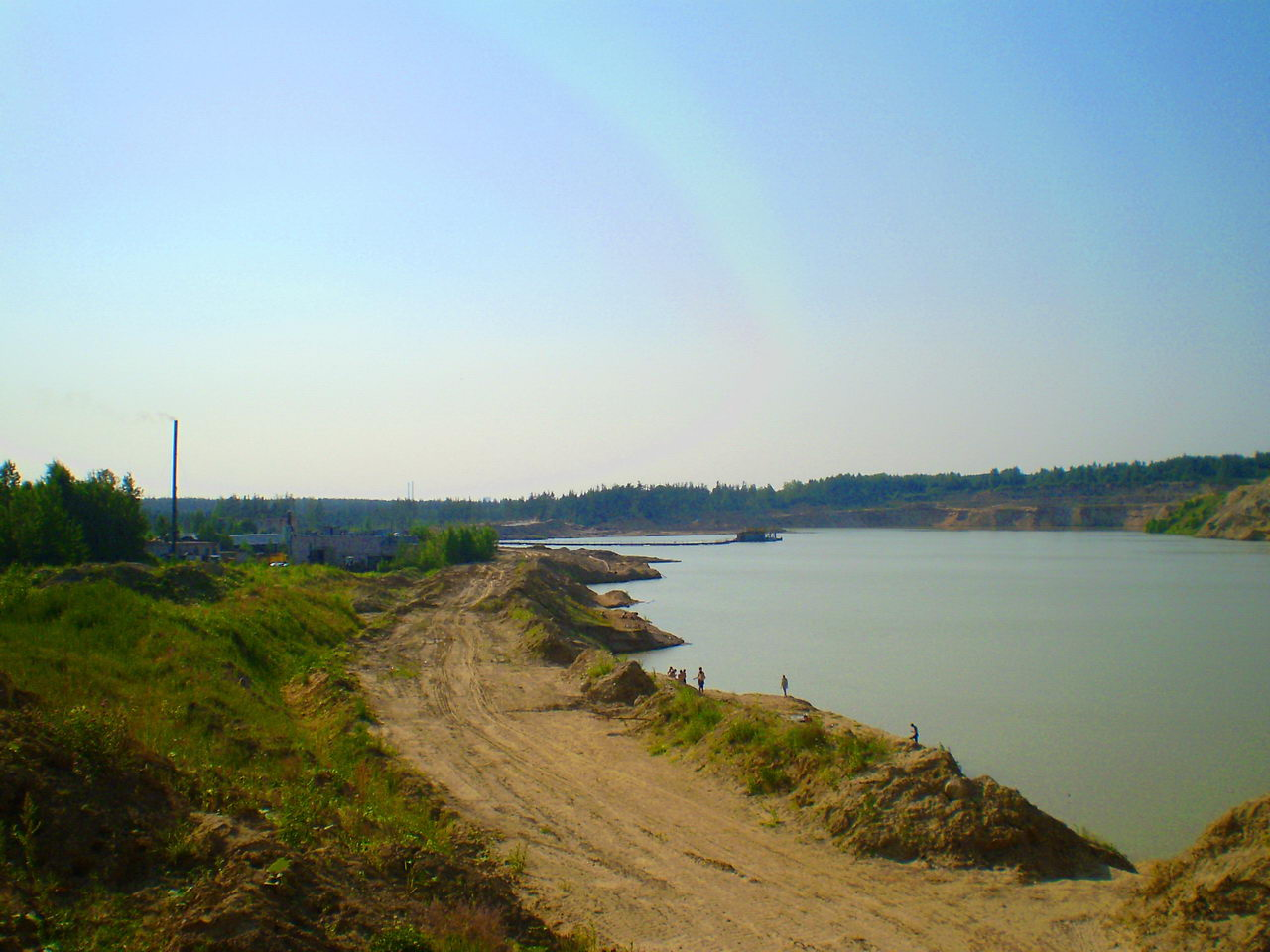
Карьер «Пугарево».
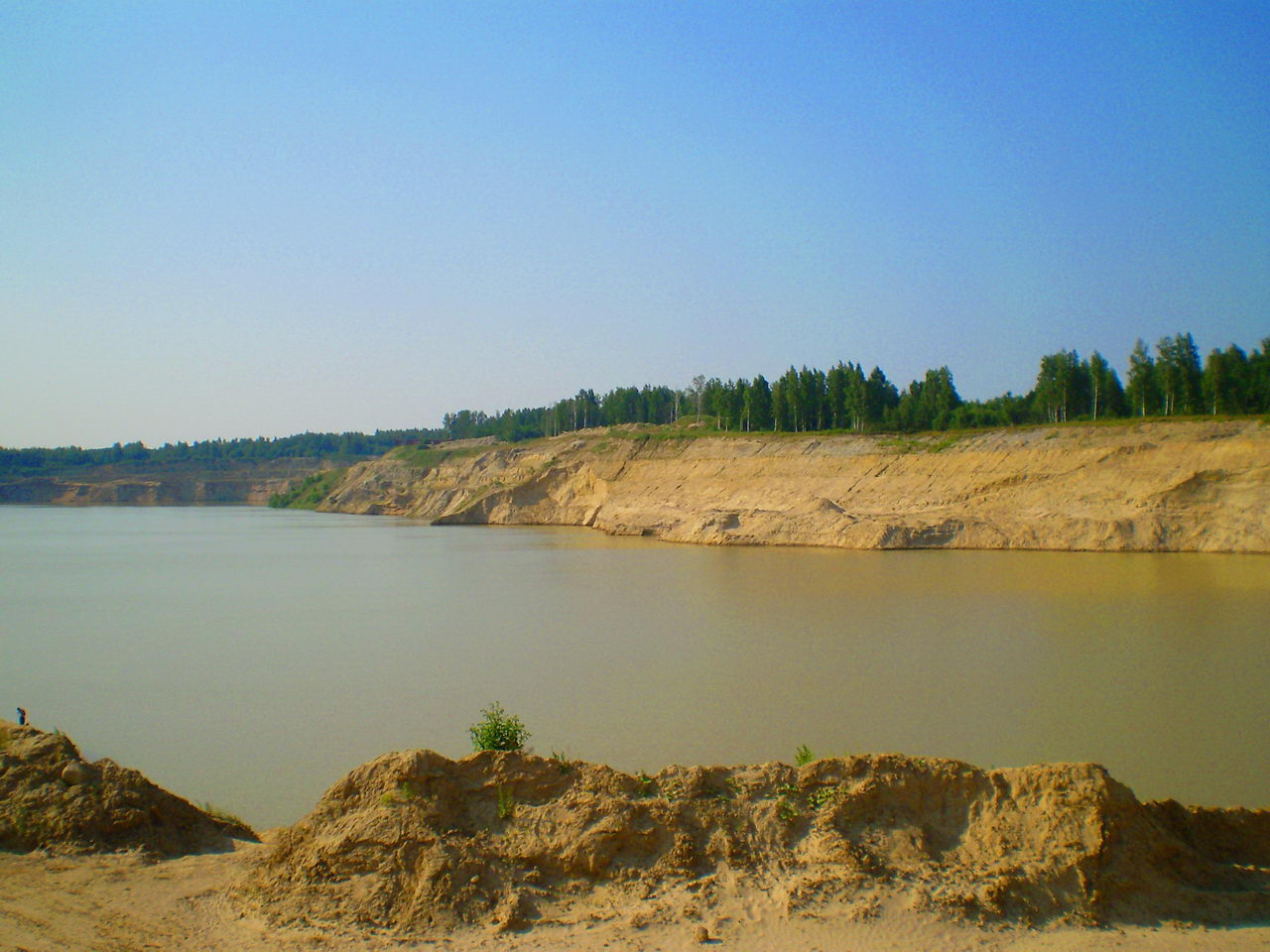
На краю обрыва остатки хозпостроек д. Пугарево.
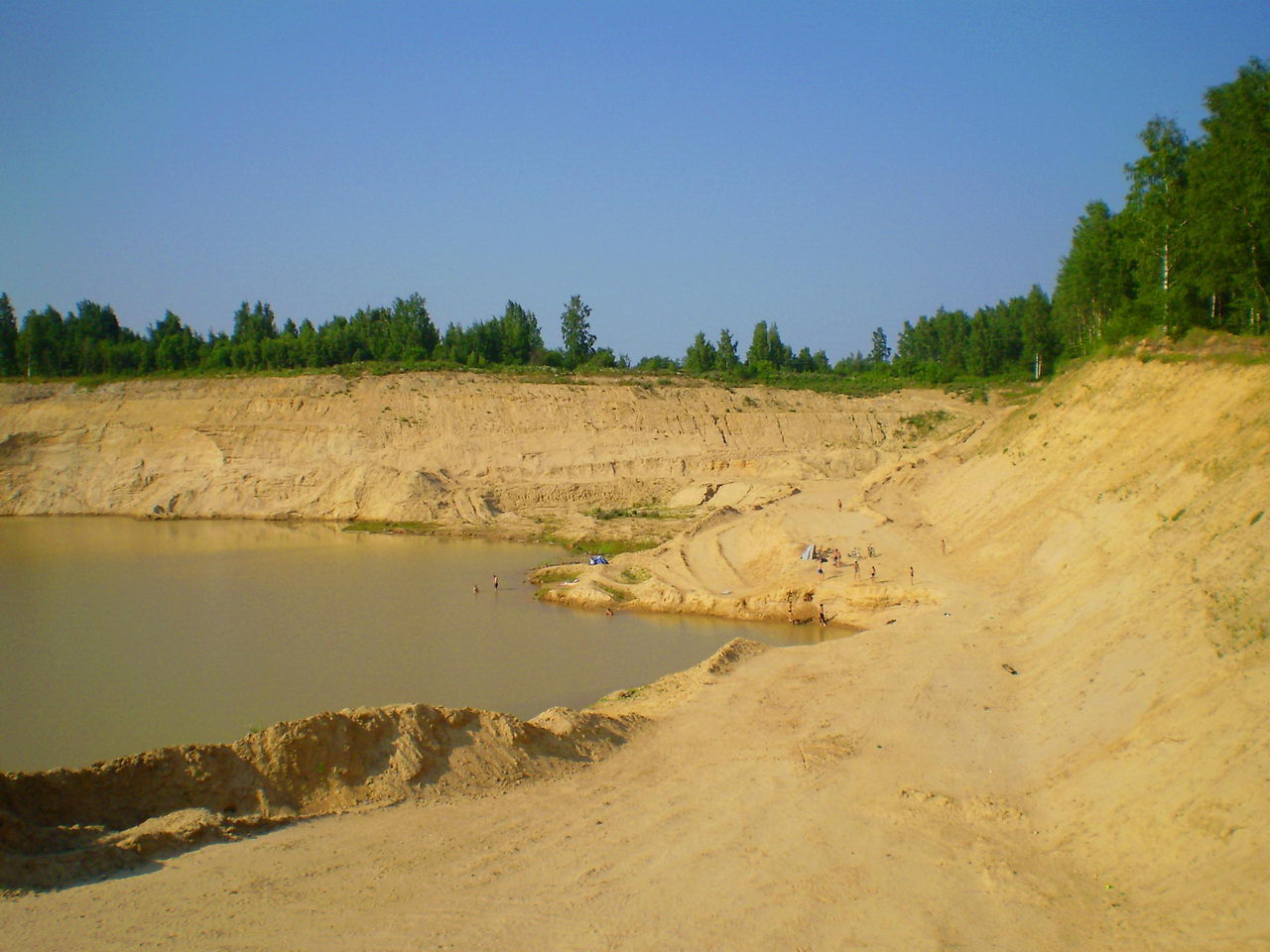
2011 г.

## Известные жители
- Киуру, Эйно Семёнович (18.01.1929—26.01.2015) — кандидат филологических наук, старший научный сотрудник сектора фольклора ИЯЛИ КНЦ РАН, член Союза писателей России, перевёл на русский язык эпос «Калевала», награждён медалью ордена «За заслуги перед Отечеством» II степени. Родился и проживал в Пугареве до 1941 года[56][57].
- Киуру, Иван Семёнович (01.02.1934—17.02.1992) — известный поэт, переводчик, родился и проживал в Пугареве до 1941 года[58].
- Белоусов, Владимир Павлович (14.07.1946) — советский спортсмен, олимпийский чемпион и чемпион мира 1968 года по прыжкам с трамплина, заслуженный мастер спорта СССР (1968). Единственный обладатель олимпийской награды в истории советских/российских прыжков с трамплина. Один из двух чемпионов мира по прыжкам с трамплина в истории советского/российского спорта. Награждён медалью «За трудовую доблесть» (1969) и орденом Дружбы (2011)[59]. Чемпион СССР 1969 года. Родился в Пугареве, сейчас проживает во Всеволожске.

## Интересный факт
До войны жители Пугарева говорили на своём, так называемом, рябовском диалекте финского языка.